# Mădârjac
Mădârjac is een Roemeense gemeente in het district Iași.
Mădârjac telt 1532 inwoners.